# Frank Ostrowski
 (avril 2019).
Frank Ostrowski (né vers 1960 et décédé en 2011) était un programmeur allemand connu pour ses implémentations du langage de programmation BASIC.
Son langage de prédilection était l'assembleur mais il n'hésitait pas à développer en C et même en Basic afin de tester de nouveaux algorithmes.

## Biographie
Après avoir eu son bac, faute de moyens, il n'a pas pu s'inscrire à l'université pour étudier l'informatique et vendait alors des listings pour Atari 800 XL à des journaux pour gagner un peu d'argent. C'est après 3 ans de chômage et après avoir publié dans Happy Computer en 1986 un programme nommé Turbo-BASIC_XL (en), qui accélérait le BASIC de cet ordinateur et y ajoutait quelques fonctions, que le directeur de GFA SystemTechnik eu l'idée de l'appeler pour lui proposer de développer un BASIC spécifique pour le nouvel Atari de l'époque, le 520 ST, qui disposait d'un très mauvais interpréteur. Après le Turbo-Basic XL il développa le GFA BASIC qui était l'aboutissement d'un travail acharné en assembleur. La qualité du compilateur et la nouveauté d'un basic sans numéro de ligne a fait que ce langage fut finalement le plus populaire sur les ordinateurs Atari avec plus de 600 000 ventes à travers le monde.
Par la suite il porta ce langage sur 3 autres environnements : Amiga, DOS puis Windows.
La plupart des codes sources écrits par Frank Ostrowski ont été perdus.
Frank Ostrowski est décédé en 2011 après une maladie grave.